# 매크로미디어
매크로미디어 주식회사(영어: Macromedia, Inc)는 미국의 컴퓨터 소프트웨어 개발 회사이다. 현재는 어도비 시스템즈에 인수되어 제품이 어도비에게 넘어가면서 없어졌다.

## 역사
매크로미디어는 1992년에 오서웨어사(오서웨어의 메이커)와 매크로마인드 패러캄프(매크로마인트 디렉터의 메이커)이 합병하면서 세워졌다.
CD-ROM과 정보 구축을 하는 데 널리 쓰였던 인터렉티브 멀티미디어 저작 도구인 디렉터는 1990년대 중반까지 매크로미디어의 기본 제품이었다. CD-ROM 시장이 죽기 시작하고 월드 와이드 웹이 떠오름에 따라, 매크로미디어는 웹 브라우저의 "디렉터 뷰어 플러그인"인 쇼크웨이브를 제작하였다. 그러나 웹 미디어 도구로 뻗어나가면서 시장을 넓힐 필요성이 제기되었다.

### 인수
2005년 4월 18일, 어도비 시스템즈가 매크로미디어 인수를 선언하였으며 2005년 12월 3일에 인수가 마무리되었다.

## 제품
매크로미디어 제품 계열은 이전 경쟁자 어도비 시스템즈가 관리하고 있다.

## 같이 보기
- 어도비 시스템즈